# Mòdul de descens Schiaparelli
Schiaparelli (o bé Schiaparelli EDM lander, de l'anglès Entry, Descent and Landing Demonstrator Module o simplement EDM) fou un mòdul de descens del programa ExoMars, que estava destinat a proporcionar a l'Agència Espacial Europea (ESA) i la Roscosmos de Rússia amb la tecnologia per a l'aterratge en la superfície de Mart.
Es va posar en marxa juntament amb l'ExoMars Trace Gas Orbiter (TGO) el 14 de març de 2016 i el 19 d'octubre de 2016 es va estavellar a la superficie de Mart, a 540 quilòmetres per hora, a causa d'un mal funcionament del seu programari.
El nom del mòdul es refereix a astrònom del segle xix Giovanni Schiaparelli, més conegut per la descripció de les característiques de la superfície de Mart. També va ser el primer astrònom per determinar la relació entre les restes de cometes i pluges de meteors anuals.

## Entrada i aterratge

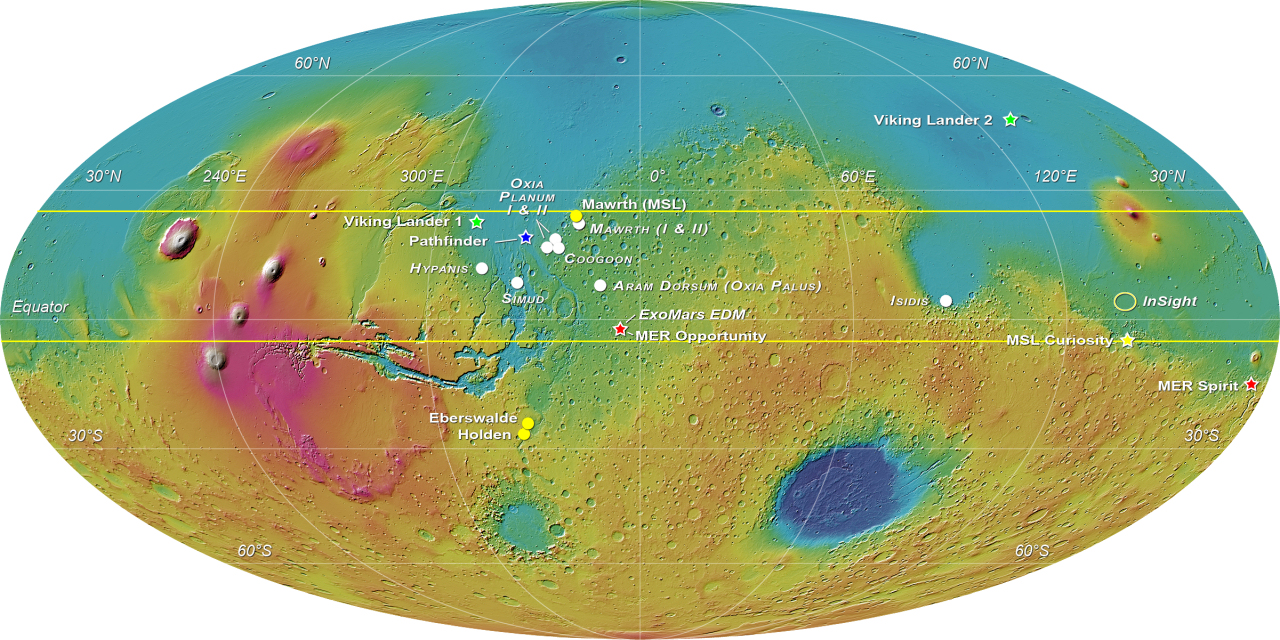
L'estrella vermella denota el lloc d'aterratge destinat per l'ExoMars Schiaparelli EDM lander: Meridiani Planum, prop d'on va aterrar l'Opportunity rover.

Després d'un viatge de set mesos, el mòdul de descens Schiaparelli EDM es va separar de l'orbitador el 16 d'octubre de 2016, quatre dies abans d'arribar a Mart, estant previst el seu aterratge a la regió de Meridiani Planum el 19 d'octubre del mateix any.
El 21 d'octubre de 2016, la NASA va publicar una imatge mostrant el que sembla ser el lloc on finalment es va estavellar la sonda Noves imatges efectuades per la cámera HiRISE de la Mars Reconnaissance Orbiter (MRO) mostraren amb millor resolució les restes del mòdul a causa de l'impacte

## Càrrega útil
La càrrega útil en superfície del mòdul era un paquet meteorològic anomenat DREAMS (Dust Characterization, Risk Assessment, and Environment Analyser on the Martian Surface), que consistia en un conjunt de sensors per mesurar la velocitat i direcció del vent (MetWind), humitat (MetHumi), pressió (MetBaro), temperatura de la superfície (MarsTem), la transparència de l'atmosfera (Optical Depth Sensor; ODS), i l'electrificació atmosfèrica (Atmospheric Radiation and Electricity Sensor; MicroARES).
La càrrega DREAMS havia de funcionar durant 2 o 3 dies com una estació ambiental per a la durada de la missió de superfície després de l'aterratge. DREAMS havia de proporcionar els primers mesuraments de camps elèctrics en la superfície de Mart (amb el MicroARES). En combinació amb els mesuraments (de l'ODS) de la concentració de pols atmosfèrica, DREAMS havia de proporcionar nous coneixements sobre el paper de les forces elèctriques en l'aixecament de pols, el mecanisme que inicia les tempestes de pols. A més, el sensor MetHumi havia de complementar els mesuraments del MicroARES amb dades crítiques sobre la humitat; això hauria permès als científics a entendre millor el procés d'electrificació de la pols.
A més de la càrrega útil de la superfície, durant el descens, en el mòdul va operar una càmera anomenada DECA (Entry and Descent Module Descent Camera), que va aportar dades científiques addicionals i dades de localització exacta en forma d'imatges òptiques.
En un principi, el mòdul EDM estava previst per portar un grup d'onze instruments denominats col·lectivament "càrrega Humboldt", que es dedicaria a la investigació de la geofísica de l'interior profund. No obstant això, una revisió de la confirmació de la càrrega útil en el primer trimestre de 2009 va donar lloc a una severa reducció dels instruments del mòdul, i la suite de Humboldt va ser cancel·lada íntegrament.

## Especificacions
| Diàmetre              | 2,4 m                                                                   |
| Alçada                | 1,8 m                                                                   |
| Massa                 | 600 kg                                                                  |
| Material escut tèrmic | Norcoat Liege                                                           |
| Estructura            | Sandvitx d'alumini amb fibra de carboni amb capes de polímer reforçades |
| Paraigudes            | Dosser Disk-Gap-Band 12 m de diàmetre                                   |
| Propulsió             | 3 clústers de 3 motors d'impuls d'hidrazina (400 N cadascun)            |
| Energia               | Bateria no recarregable                                                 |
| Comunicacions         | Enllaç d'UHF amb l'ExoMars Trace Gas Orbiter                            |

## Mapa interactiu de Mart
El següent mapa d'imatge del planeta Mart conté enllaços interns a característiques geogràfiques destacant les ubicacions de Rovers i mòduls de descens. Feu clic en les característiques i us enllaçarà a les pàgines dels articles corresponents. El nord està a la part superior; les elevacions: vermell (més alt), groc (zero), blau (més baix).